# Autalia puncticollis
Autalia puncticollis – gatunek chrząszcza z rodziny kusakowatych i podrodziny rydzenic. Zamieszkuje Europę i Wyspy Japońskie.

## Taksonomia
Gatunek ten opisany został po raz pierwszy w 1864 roku przez Davida Sharpa.

## Morfologia
Chrząszcz o wydłużonym ciele długości od 2,1 do 2,6 mm, w zarysie z silnym przewężeniem między głową a przedpleczem. Ubarwienie ma czarne z jaśniejszymi odnóżami. Przedplecze jest nieco szersze od głowy, wyraźnie, stosunkowo gęsto i nieco chropowato punktowane, zaopatrzone w parę ukośnych bruzd po bokach oraz bruzdę pośrodkową ograniczoną do przedniej jego połowy. Pokrywy są znacznie szersze od przedplecza i zaopatrzone w parę głębokich, podłużnych wcisków.

## Ekologia i występowanie
Owad rozmieszczony głównie w górach. Zasiedla łąki i pastwiska. Bytuje najchętniej w podeschniętych i zagrzybiałych odchodach krów, koni i owiec, ale także w gnijących owocnikach grzybów, padlinie, rozkładających się szczątkach roślinnych oraz pod kamieniami.
Gatunek palearktyczny. W Europie znany jest z Wielkiej Brytanii, Wysp Owczych, Francji, Niemiec, Szwajcarii, Austrii, Włoch, Danii, Szwecji, Norwegii, Finlandii, Estonii, Łotwy, Litwy, Polski, Czech, Słowacji, Ukrainy, Rumunii i północnoeuropejskiej części Rosji. W Azji podawany jest z Japonii.